# بارزی-سور-مارن
بارزی-سور-مارن (به فرانسوی: Barzy-sur-Marne) یک کمون در فرانسه است که در انه واقع شده‌است.

## خصوصیات
بارزی-سور-مارن ۷٫۵۵ کیلومترمربع مساحت و ۳۸۶ نفر جمعیت دارد و ۶۳ متر بالاتر از سطح دریا واقع شده‌است.